# Computer Space

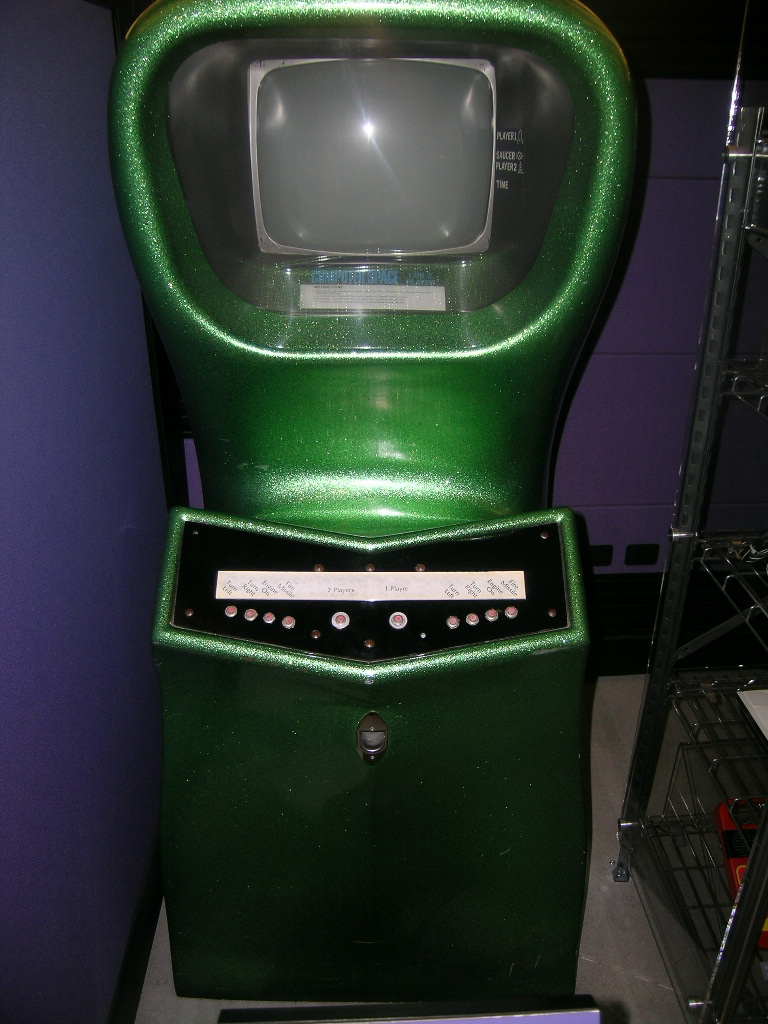
Màquina recreativa de Computer Space.

Computer Space és un joc de màquina recreativa de combat espacial desenvolupat el 1971. Es considera, junt a Galaxy Game, com un dels últims jocs creats a la primeria de la història dels videojocs. Desenvolupat per Nolan Bushnell i Ted Dabney en associació amb Syzygy Engineering (una associació que acabaria en la creació d'Atari), va ser el primer videojoc de màquina recreativa en el qual s'havia de pagar per jugar. Computer Space és un derivat del joc d'ordinador de 1962 Spacewar!.